# Jan Jerzy Ostermann
Jan Jerzy Ostermann baron de Ostermann; niem. Johann Georg von Ostermann; węg. Janus Gyórgy Ostermann (ur. 9 września 1781 w Pressburgu, zm. 16 marca 1866 we Lwowie) – c. k. wojskowy i urzędnik.

## Życiorys
Był synem Georga von Ostermanna (ur. 1743 w Sternberg in der Neumark, zm. 1828 w Pressburgu) z matki Anny Christiny von Radkovics, urodzonej w Pressburgu. Służył w armii Arcyksięstwa Austriackiego w stopniu majora. Podczas wojny w 1897 (tzw. wyzwoleńczej) na obszarze Tyrolu został odznaczony Medalem Waleczności.
W pierwszej dekadzie XIX wieku został zatrudniony w C. K. Guberni Krajowej we Lwowie: do 1806 jako akcesista biurowy, a do około 1808 był tam koncypistą gubernialnym. Następnie pracował w urzędzie c. k. cyrkułu bukowińskiego z siedzibą w Czerniowcach: od około 1808 jako komisarz trzeciej kategorii, w tym charakterze od około 1812 do około 1815 był eksponowany do Suczawy, następnie nadal był w urzędzie cyrkułu jako komisarz trzeciej kategorii do około 1817, potem jako komisarz drugiej kategorii około 1817/1818.
Następnie był sekretarzem gubernialnym w C. K. Guberni Krajowej we Lwowie od około 1818 do około 1825.
Z tego stanowiska, ze względu znakomitych zasług, został mianowany w styczniu 1826 na urząd naczelnika (starosty) c. k. cyrkułu sanockiego, który sprawował z tytułem radcy gubernialnego (niem. Gubernial-Rath / Kreishauptmann) do grudnia 1846. W 1846 pełnił urząd starosty podczas rzezi galicyjskiej i powstania krakowskiego. 25 lutego 1846 przekazał do Gubernium Krajowego informację o upadku powstania na Sanocczyźnie. W tym roku kierowany przez niego cyrkuł sanocki przedstawił obszerną listę uczestników konspiracji, z których niektórzy byli następnie osądzeni i skazani na wyroki więzienia.
W marcu 1854 został mianowany zwierzchnikiem cyrkułu (niem. Kreisvorosteher) w Stanisławowie. Uzyskał tytuł radcy namiestnictwa.
W 1807 ożenił się z Francuzką Karoliną Joanną von Godeffroy, córką Benjamina von Godeffroy (właściciel majątku Sieniczno i dzierżawca tzw. starostwa rabsztyńskiego). Miał trzy córki, dwóch synów: Maurycego (ur. 1809, określany także jako Moryc, a ze względu na urząd ojca mianowany starościcem) i Ernesta, którzy w 1831 walczyli w powstaniu listopadowym. Maurycy Ostermann, student czwartego roku na kierunku prawo, brał udział w powstaniu w szeregach 2 pułku ułanów, 5 pułku ułanów i zginął w bitwie pod Rogoźnicą 29 sierpnia 1831. Namówił on do udział w powstaniu swojego przyjaciela, Jana Granatowskiego, późniejszego autora pamiętnika.
Jan Jerzy Ostermann zmarł 16 marca 1866 we Lwowie na wycieńczenie. Został pochowany na cmentarzu Łyczakowskim we Lwowie. Na nagrobku została umieszczona inskrypcja w języku węgierskim.